# Die Länderbahn

Logo Vogtlandbahn

Die Länderbahn GmbH DLB, voormalige Vogtlandbahn GmbH, is een Duitse spoorwegonderneming met het hoofdkantoor in Viechtach, Beieren. Die Länderbahn begon oorspronkelijk in het Vogtland maar breidde zich langzaam uit naar andere regio's. Die Länderbahn is een dochter van de Regentalbahn GmbH, die tot Ferrovie dello Stato-dochter Netinera (voormalige Arriva Deutschland) hoort. Het begrip Vogtlandbahn blijft als merknaam van Die Länderbahn in de Vogtland bestaan.

## Geschiedenis

### Ontstaan
Na de Duitse hereniging in 1990 was in de Vogtland, net als in de meeste nieuwe deelstaten, de reizigersaantallen van het regionale treinverkeer sterk teruggelopen doordat de Deutsche Reichsbahn met verouderde locomotieven en wagons niet tegen de concurrentie van het steeds beter wordende wegverkeer kon. Daardoor besloot de deelstaat Saksen tot een omvangrijke renovatie van de spoorlijnen Zwickau - Falkenstein - Klingenthal en Herlasgrün - Falkenstein - Adorf, die als voorbeeld zouden dienen voor andere spoorlijnen. Zo werd door de infrastructuurbeheerder DB Netz met subsidie van Saksen de spoorlijn vernieuwd en aangepast voor een baanvaksnelheid van 80 km/h, de bestaande stations toegankelijk gemaakt en nieuwe stations gebouwd. Echter werden ook door de hoge onderhoudskosten enkele sporen gedemonteerd, stations zoals het skioord Schöneck/Vogtl. werden afgewaardeerd naar haltes.

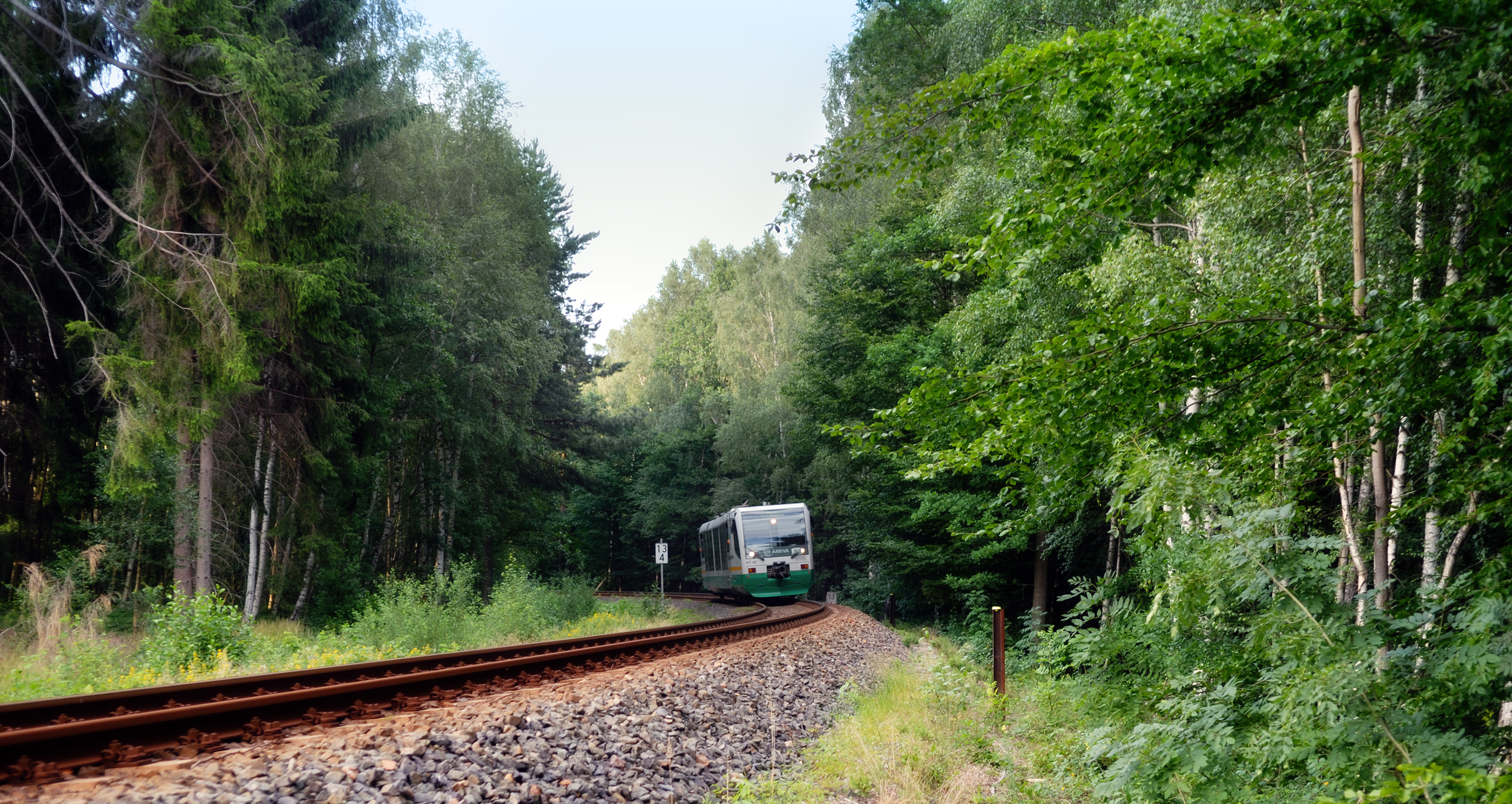
Een RegioSprinter van de Vogtlandbahn bij halte Irfersgrün (2008)

Onderdeel van het modelproject was ook de herverdeling van de ov-concessies in kader van een aanbestedingsproject. Eisen van de concessie was naast nieuw materieel, een verbeterde dienstregeling en goede aansluitingen tussen de diverse openbaar vervoersmiddelen. Uit de in september 1994 uitgeschreven openbare aanbesteding kwam de Regental-Bahnbetriebs-GmbH uit het Beierse Viechtach als winnaar uit de bus. Zij kon na het afronden van de renovatiewerkzaamheden op 23 november 1997 met de exploitatie starten. Op 1 januari 1998 ging de vervoerder, die eerst een bedrijfsonderdeel van de Regental-Bahnbetriebs-GmbH was, verder als eigen onderneming onder het dak van de Länderbahn-groep onder de naam Vogtlandbahn. In tegenstelling tot de voorheen rijdende treinen van de Deutsche Bahn had de bezetting sinds de overname door de Vogtlandbahn zich positief ontwikkeld. In het voorjaar 1998 werd met de bouw van een eigen onderhoudsbedrijf in Neumark begonnen, die na een bouwtijd van 2 jaar op 4 juli 2000 officieel werd geopend. Het daarvoor gebruikte oude onderhoudsbedrijf in Reichenbach werd hierdoor overbodig.

### "Zwickauer Modell"

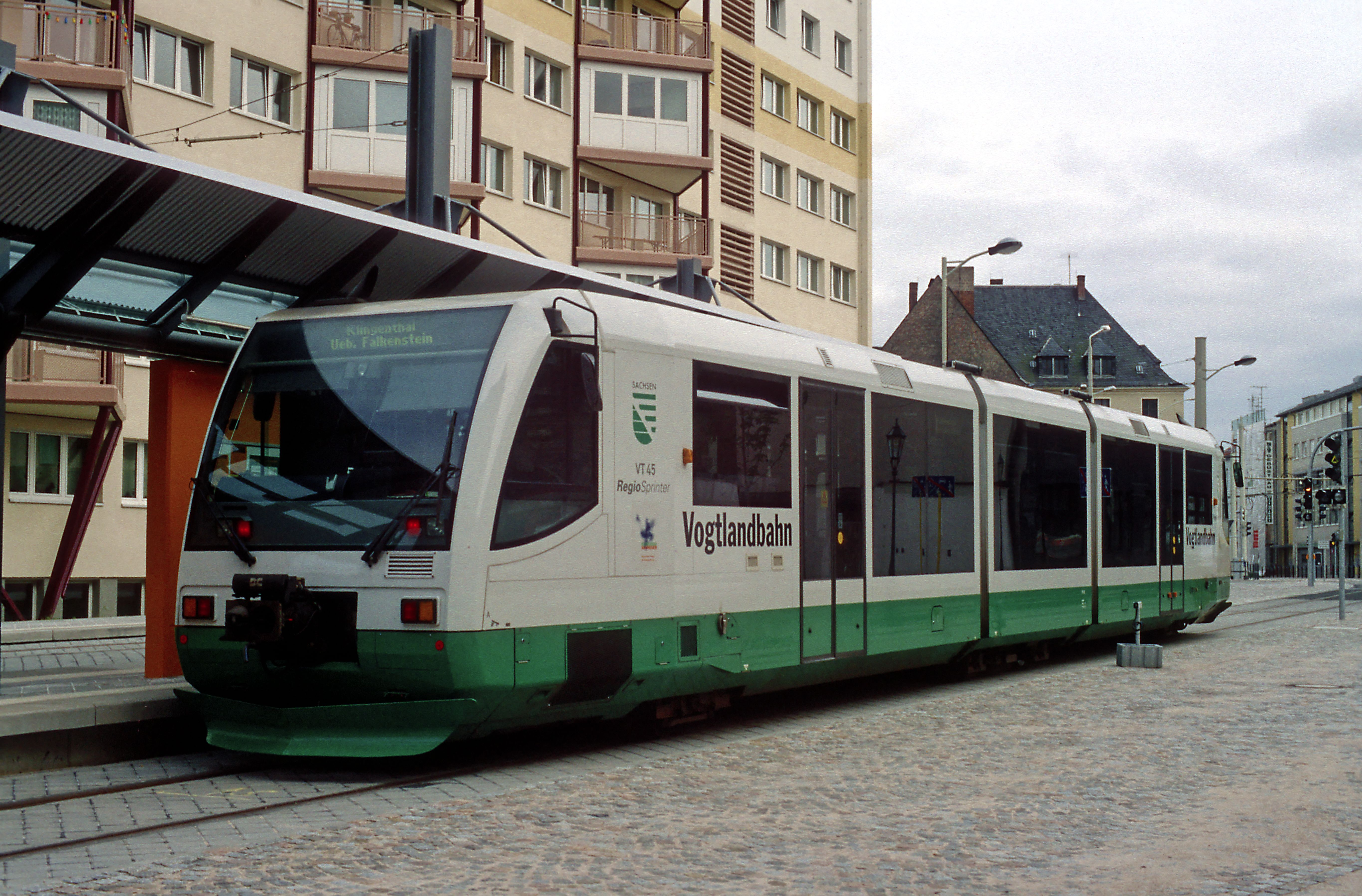
Treinstel VT 45 met tramuitrusting bij de eindhalte Zwickau Zentrum (1999)

Een verder succes was de uitbreiding van de exploitatie in de binnenstad van Zwickau (Zwickauer Modell). Na voorbeeld van het "Karlsruher Modell" rijden sinds 28 mei 1999 treinen via Zwickau Hauptbahnhof door tot aan de rand van het centrum van Zwickau. Doordat net spoornetwerk van de Vogtlandbahn overwegend niet geëlektrificeerd is, rijden de treinen – anders dan in Karlsruhe – niet met de bovenleiding van de trams maar met eigen dieselmotor verder. Tussen Hauptbahnhof en halte "Stadthalle" werd door de verknoping een voormalige aansluiting gereactiveerd, tot de halte "Zwickau Zentrum" gebruiken de tram en de trein een gezamenlijk traject. De haltes "Steinkohlenwerk" en "Saarstraßen" worden allen door de trams bediend. Omdat de tram en de trein een andere spoorwijdte hebben heeft het gezamenlijke traject drie sporen, namelijk meterspoor voor de tram en voor de trein normaalspoor. Doordat de tramsporen als eerste werden aangelegd en ook het derde spoor op grotere spoorafstand werden aangelegd zijn latere aanpassingen niet meer nodig. Op het gemeenschappelijke trajectdeel rijdt de tram volgens de Duitse wet (BOStrab) als tram, waardoor de trein rem- en knipperlichten moet hebben. Omdat de treinen een stuk breder zijn dan overige wegvoertuigen, is het traject volledig gescheiden van overig verkeer en mag er geen wegverkeer over de trambaan. Alleen hulpdiensten en treinvervangend vervoer zijn over de trambaan toegestaan.

### Uitbreidingen buiten Saksen

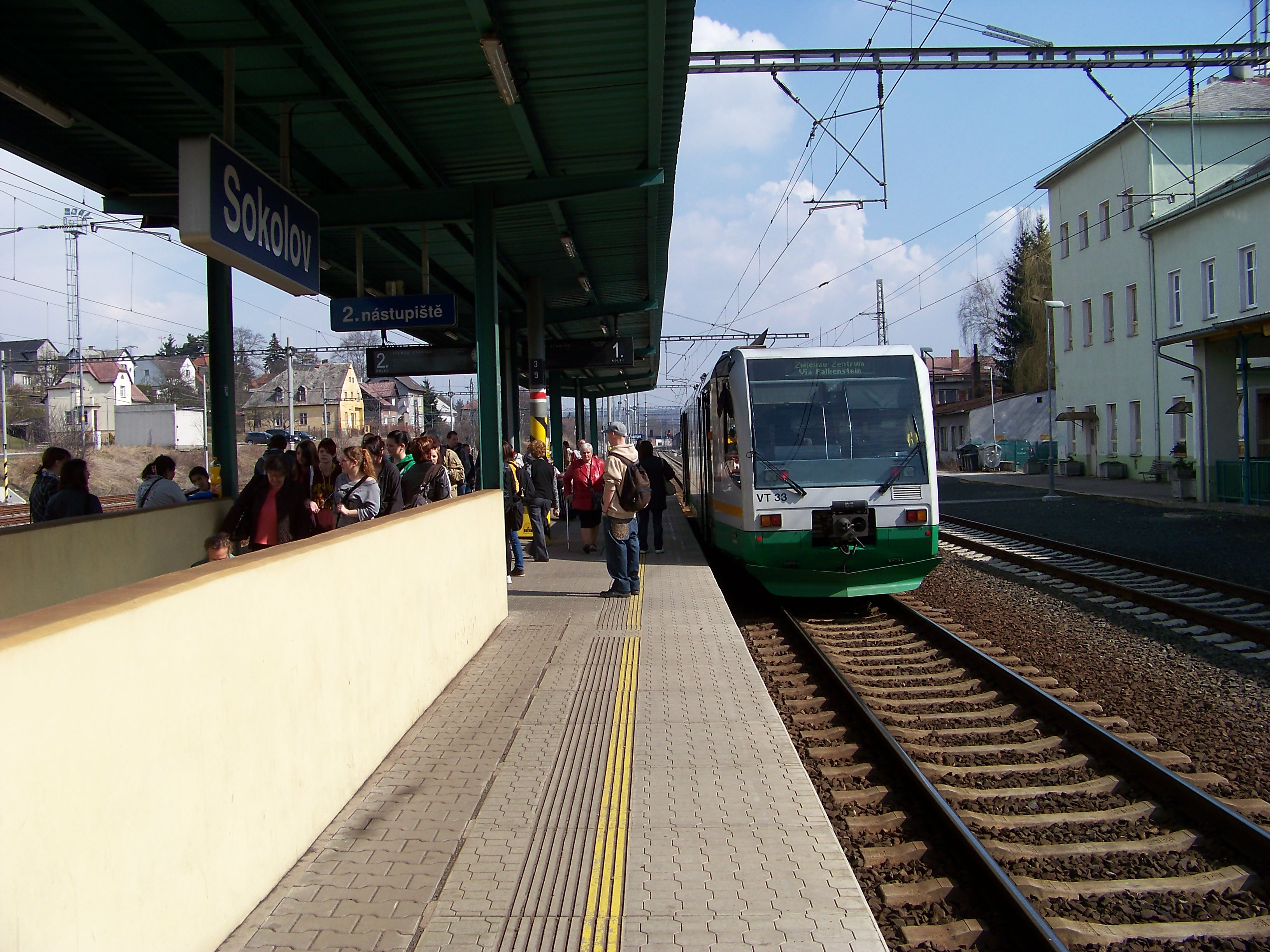
RegioSprinter in Sokolov (CZ), sinds 2003 het zuidelijke eindpunt (2012)

In de daarop volgende jaren kon de Vogtlandbahn door het winnen van diverse aanbestedingen zijn netwerk flink uitbreiden. Door de ligging van de Vogtland dicht bij de grenzen van Beieren en Thüringen ging de uitbreiding over de Saksische grenzen, bijvoorbeeld naar Hof, Schleiz en Gera. Maar ook de nabijheid van de Tsjechische Republiek, toen nog EU-kandidaat-lidstaat, werd als nieuwe markt ontdekt. Zo werd de lijn Zwickau - Klingenthal uit het basisnetwerk in de zomerdienstregeling 2000 na 55 jaar deling over de Duits-Tsjechische grens naar Kraslice verlengd, enkele treinen rijden vanaf 2003 naar Sokolov aan de Egertalbahn. Bij de nieuwe dienstregeling op 14 december 2003 ging de bediening van de lijn Gera - Weida - Zeulenroda - Mehltheuer over van de Vogtlandbahn naar DB Regio en kreeg hiervoor in de plaats de gehele exploitatie op de Elstertalbahn Gera - Greiz - Weischlitz, die daarvoor samen met de Deutsche Bahn werd bediend. Grote trajectwinst kon de Vogtlandbahn in Beieren boeken. Na de verlenging van de lijn Zwickau - Plauen - Bad Brambach over het Tsjechische Cheb naar Marktredwitz kon ook de lijn Plauen - Hof vanaf 10 juni 2001 naar Weiden en vanaf 15 december 2002 tot Regensburg verlengd worden.
Bij de nieuwe dienstregeling op 8 december 2006 moest de Vogtlandbahn voor het eerst de exploitatie van een lijn opheffen, zonder dat een andere vervoerder de lijn overnam. Tussen Schönberg en Schleiz had de overname door Vogtlandbahn weinig succes, zodat de vervoersautoriteit Thüringen als opdrachtgever niet bereid was om verdere exploitatie te ondersteunen. Een verband met de enige maanden daarvoor besloten bezuiniging op regionale subsidie was er niet, omdat de stillegging van de lijn daarvoor al was besloten. Daarentegen kon de Vogtlandbahn in het noordoosten van Beieren wederom uitbreiden. In opdracht van DB Regio Nordostbayern werd van december 2006 tot de overname van het dieselnet Oberfranken door agilis in juni 2011 treinen van de Vogtlandbahn op de lijnen (Hof -) Münchberg - Helmbrechts en Lichtenfels - Neuenmarkt-Wirsberg, deels naast de Deutsche Bahn maar ook alleen, als stoptrein (Regionalbahn) ingezet.

### Verkoop
In de herfst van 2004 verkocht de deelstaat Beieren zijn meerderheidsaandeel van de Vogtlandbahn aan de Britse Arriva-groep. Nadat Arriva in 2010 door de Deutsche Bahn werd overgenomen, moesten de Duitse onderdelen van Arriva verkocht worden in verband met de mededinging. De nieuwe eigenaar werd de Italiaanse spoorwegen (Ferrovie dello Stato) samen met de Luxemburgse infrastructuurfonds Cube. De Duitse holding heet sinds maart 2011 Netinera.

### Nieuwe aanbestedingen
Het kernnetwerk van de Vogtlandbahn in het Vogtlandkreis, West-Saksen en Oost-Thüringen werd in het voorjaar 2010 door de opdrachtgevers opnieuw aanbesteed. De concessie "Vogtland" omvat de lijnen Hof - Falkenstein - Adorf, Mariánské Lánze - Plauen ob Bf - Zwickau Zentrum, Weischlitz - Gera, Zwickau Zentrum - Kraslice met een jaarlijkse omvang van 3,16 miljoen treinkilometer. De Vogtlandbahn kon deze aanbesteding in september 2010 voor zich winnen, zodat het verkeer in de Vogtland van december 2012 tot december 2027 weer door deze maatschappij uitgevoerd kan worden. Daarbij worden Regio-Shuttles, Desiro's, en RegioSprinters ingezet. De merknaam van het kernnetwerk, vogtlandbahn, bleef (zonder hoofdletters) behouden bij de hernoeming van de onderneming naar Die Länderbahn.
Bij de nieuwe dienstregeling op 8 december 2012 eindigde het reizigersverkeer tussen Zwotental en Adorf, die het gehele weekend voor het laatste reed.

## Lijnennetwerk
In de huidige dienstregeling worden diverse lijnen door Die Länderbahn bediend, onder de namen vogtlandbahn, alex, waldbahn en trilex.
| Lijn      | Route | Lengte     | Stations | Start van exploitatie |
| --------- | --- | ---------- | -------- | --- |
| alex Nord | München Hbf – Landshut Hbf – Regensburg Hbf – Schwandorf – / Weiden – Marktredwitz – Hof Hbf / Furth im Wald – Plzeň hl.n. – Praha hl.n.                                                         | 318/443 km | 16/16    | 9 dezember 2007 |
| alex Süd  | München Hbf – Buchloe – Kempten Hbf – Immenstadt – / Oberstdorf / Hergatz – Lindau Hbf | 172/221 km | 17/14    | 9 dezember 2007 |
| RB 1      | Zwickau (Sachs) Zentrum – Zwickau (Sachs) Hbf – Lengenfeld – Auerbach unt Bf – Falkenstein – Zwotental – Klingenthal – Kraslice                                                                  | 73 km      | 23       | Zwickau Hbf – Klingenthal: 23 november 1997 Zwickau Zentrum – Zwickau Hbf: 28 mei 1999 Klingenthal – Kraslice: 28 mei 2000 |
| RB 2      | Zwickau (Sachs) Zentrum – Zwickau (Sachs) Hbf – Werdau – Reichenbach ob Bf – Plauen (Vogtl) ob Bf (– Hof Hbf) / – Bad Brambach – Cheb (Eger)                                                     |            |          | Zwickau Hbf – Plauen (Vogtl) ob Bf: 13 oktober 1996 Plauen (Vogtl) ob Bf – Hof Hbf: 28 mei 2000                            |
| RB 4      | Gera Hbf – Greiz – Elsterberg – Plauen (Vogtl) Mitte – Weischlitz – Plauen (Vogtl) ob Bf – Adorf (Vogtl)                                                                                         |            |          | Gedeelde exploitatie: 1 juli 2002 Zelfstandige exploitatie: 14 december 2003                                               |
| RB 5      | Mehltheuer – Plauen (Vogtl) ob Bf – Herlasgrün – Auerbach ob Bf – Falkenstein – Zwotental – Klingenthal – Kraslice                                                                               |            |          | Plauen (Vogtl) ob Bf – Falkenstein: 23 november 1997                                                                       |
| RE 1      | Dresden Hbf – Bischofswerda – Bautzen – Löbau – Görlitz – Zgorzelec – Węgliniec (– Bolesławiec – Legnica – Wrocław Główny) enkele treinen doorgaand tot Wrocław Główny (Dresden-Wrocław-Express) | 105 km     | 16       | 14 december 2014 |
| RE 2      | Dresden Hbf – Bischofswerda – Zittau – Liberec | 132 km     | 19       | 14 december 2014 |
| RB 60     | Dresden Hbf – Bischofswerda – Bautzen – Löbau – Görlitz | 105 km     | 23       | 14 december 2014 |
| RB 61     | Dresden Hbf – Bischofswerda – Zittau | 105 km     | 28       | 14 december 2014 |
| L7        | Liberec – Zittau – Varnsdorf – Rybniště/ Seifhennersdorf (Mandaubahn) | 56/50 km   | 17/16    | 12 december 2010 |
| WBA 1     | Bayerisch Eisenstein – Zwiesel (Bay) – Gotteszell – Plattling | 72 km      | 11       | 15 december 2013 (Als subonderneming van DB Regio sinds 26 mei 1997)                                                       |
| WBA 2     | Bodenmais – Zwiesel (Bay) | 15 km      | 5        | 15 december 2013 (Als subonderneming van DB Regio sinds 23 mei 1993)                                                       |
| WBA 3     | Zwiesel (Bay) – Grafenau | 32 km      | 9        | 15 december 2013 (Als subonderneming van DB Regio sinds 23 mei 1993)                                                       |
| WBA 4     | Viechtach – Gotteszell | 25 km      | 8        | 12 september 2016 |

Tussen Zwickau, Falkenstein en Klingenthal, Kraslice evenals tussen Falkenstein en Plauen rijden de treinen overwegend elk uur. Alleen in het weekend rijden er op dit traject minder treinen (vaak eenmaal per twee uur).
Sinds de nieuwe dienstregeling op 14 december 2014 rijdt Die Länderbahn op de trajectden Dresden - Görlitz en Dresden - Zittau (- Liberec). Hiervoor reden op deze trajecten DB Regio Südost. In maart 2014 maakte de ZVON bekend dat deze lijnen in het zogenaamde Ostsachsennetz door Die Länderbahn onder de naam Trilex geëxploiteerd worden. De Regional-Express-lijnen kregen toen de naam TLX1 en TLX2 en de Regionalbahn-lijnen TL60 en TL61. De bestaande Trilex-lijn kreeg het nummer TL70.
De Trilex-lijnen kregen bij de nieuwe dienstregeling in december 2016 weer hun oorspronkelijke lijnnummer terug, namelijk RE1, RE2, RB60 en RB61. De lijn TL70 gaat sindsdien onder het nummer L7 verder. Tevens hernoemde de vogtlandbahn de lijnen VL1, VL2, VL4 en VL5 in RB1, RB2, RB4 en RB5.

### Terugblik
De uit Zwickau en Hof - Plauen komende treinen van de lijnen VB1 en VB5 waren vroeger gekoppeld (gevleugeld) tot Zwotental, waarvan de twee treinen verder reden naar Kraslice of Adorf. Hetzelfde gold voor de tegenrichting, maar dan volgde de splitsing in Falkenstein. Dit had als voordeel dat het trajectdeel Falkenstein - Zwotental dubbel zoveel reizigers vervoerd kunnen worden. Daarnaast biedt het koppelen van treinen nog een voordeel, zo hoeft er maar één treinpad aangevraagd worden evenals dat er maar één machinist op dit trajectdeel nodig is voor de gekoppelde treinen.
De treinen van de lijn VB2 reden tussen 12 december 2004 en 13 december 2008 elke twee uur tot in de binnenstad van Zwickau, deze omloop begon/eindigde in Adorf en werd uitsluitend met de RegioSprinter gereden. De lijn VB2, die van Zwickau tot het Tsjechische Mariánské Lázně (Marienbad) reed, begon/eindigde in Zwickau Hauptbahnhof omdat deze trein met een Desiro werd gereden. Doordat Desiro's zwaarder en de benodigde uitrusting mist om als tram te rijden naar de binnenstad van Zwickau. Door deze combinatie ontstond er een vaste uurfrequentie op de as Zwickau Hauptbahnhof - Adorf.

## Materieel

### RegioSprinter

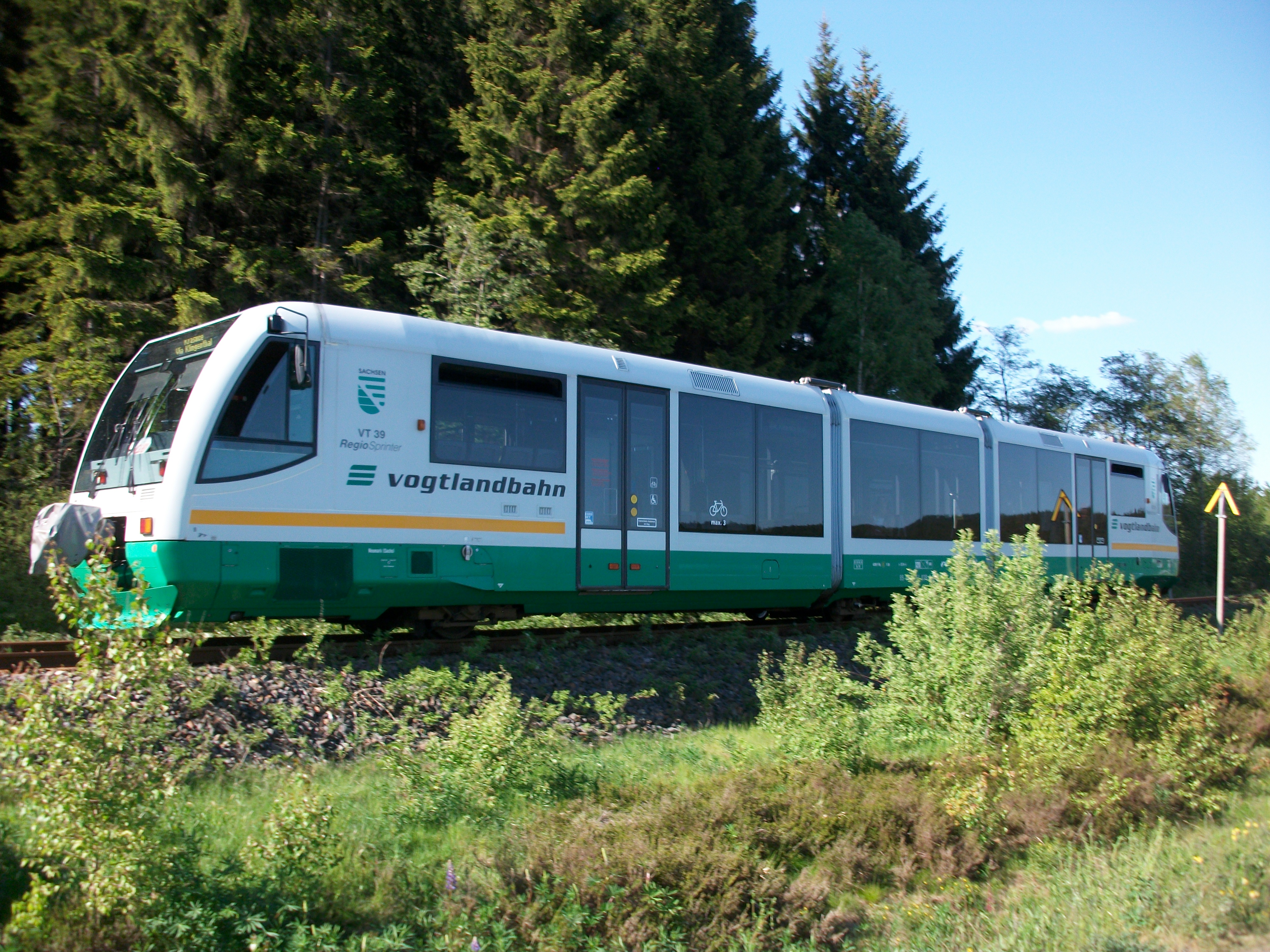
RegioSprinter VT 39 van vogtlandbahn tussen Falkenstein en Klingenthal (2017)

Bij de start van de exploitatie door de Vogtlandbahn was er nog een beperkt aanbod van treinmaterieel beschikbaar, hierdoor besloot men tot de aanschaf van de lichtgewichte "RegioSprinter" van Düwag die al aangeschaft was door de Dürener Kreisbahn. De eerste serie van acht treinstellen werd in 1996 besteld, in de zomer van 1997 volgde de tweede serie van tien, zodat aan het begin van de exploitatie er 18 RegioSprinters beschikbaar waren. Tussen 1998 en 1999 werden de tien treinstellen van de tweede serie geschikt gemaakt om te kunnen rijden in de binnenstad van Zwickau. De stellen kregen, volgens de Duitse tramwet (BOStrab), richtingaanwijzers, remlichten en alarmbellen. Verder werden ze met verkeerslichtbeïnvloeding uitgerust om, evenals de trams, de verkeerslichten sneller op groen te krijgen zodat de voertuigen minder hoeven te stoppen voor autoverkeer. In 2004 werden ook de overige acht treinstellen van de eerste serie omgebouwd, om nog meer treinen die naar het centrum van Zwickau kunnen rijden beschikbaar te hebben. De RegioSprinter is ideaal voor de korte afstanden, doordat de stoelindeling 3+2 met alleen maar dun gestoffeerde stoelen en een maximumsnelheid van 120 km/h. Het oorspronkelijke materieel heeft ook geen toilet, het materieel dat naar Tsjechië ging rijden heeft dienovereenkomstig later een toilet gekregen. De RegioSprinter rijdt voornamelijk op de lijnen RB1, RB5 en de helft van de lijn RB2. Eveneens worden ze tot december 2006 op de nu stilgelegde lijn Schönberg - Schleiz (lijn VB7) ingezet. In 2006 werden twee treinstellen langdurig aan de Prignitzer Eisenbahn verhuurd, die ze in de regio Oberhausen inzetten.

### Desiro Classic

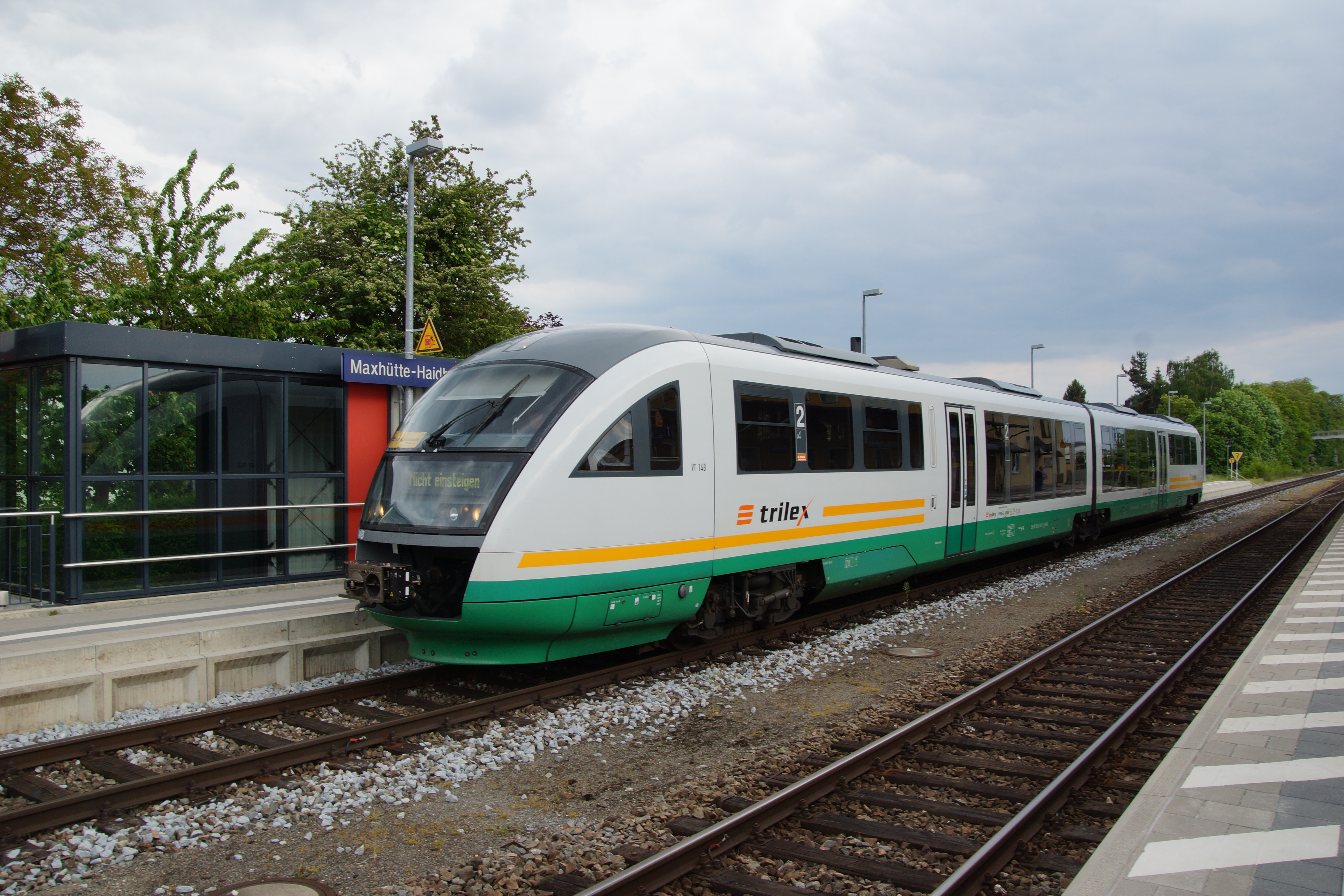
Desiro VT 14B in station Maxhütte-Haidhof (2015)

In 2000 schafte de Vogtlandbahn als reactie op het netwerkuitbreidingen negen treinstellen van het type "Desiro Classic", gebouwd door Siemens Transportation Systems. De treinstellen, die bij de Deutsche Bahn het typenummer Baureihe 642 hebben, zijn geschikt voor langere trajecten. In tegenstelling tot de RegioSprinter hebben deze treinen comfortabelere stoelen in 2+2-opstelling met dikker gestoffeerde stoelen. Bij de eerste klas staat de stoelen in een 2+1-opstelling en hebben een gesloten wc-systeem ingebouwd. Tegenover de gelijke treinstellen van de Deutsche Bahn kregen de Desiro's van de Vogtlandbahn onder andere een kaartenautomaat, schuifplanken om de afstand tot het perron te verkleinen en noodremoverbrugging. In de tweede vervolgserie werd in 2002 nogmaals 15 treinstellen aangeschaft. Terwijl de eerste serie dezelfde motor heeft als die van de Deutsche Bahn 2 × 275 kW (2 × 374 pk), werd in de vervolgserie motoren met 2 × 315 kW (2 × 429 pk) ingebouwd zodat de treinen op de heuvelige trajecten eenvoudiger kunnen rijden. De Desiro's worden planmatig op de lijnen RB3, RB4 en de helft van RB2 ingezet. Daarnaast zijn ze ook op de trilex-diensten te vinden.

### Regio-Shuttle

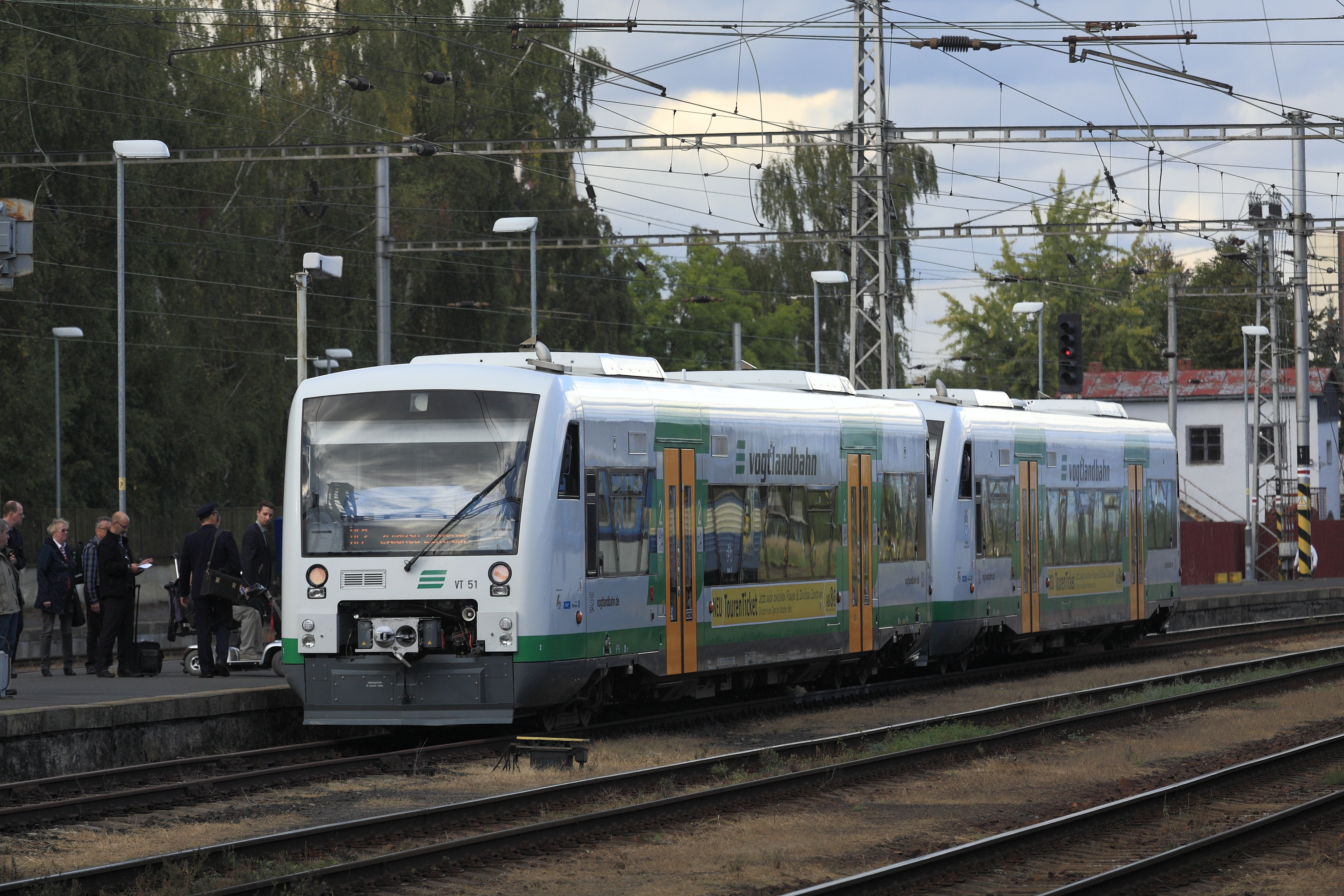
Twee Regio-Shuttles in station Cheb, Tsjechië (2015)

Vanaf februari 2012 begon de instroming van negen treinstellen van het type Stadler Regio-Shuttle RS1, die voor de verjonging van het wagenpark zijn aangeschaft. De treinstellen zijn geschikt gemaakt voor tramdiensten, zodat deze naar het centrum van Zwickau kunnen rijden. Bij de nieuwe dienstregeling van 9 december 2012 werden de acht nieuwe treinstellen in gebruik genomen. Eveneens werd in 2015 vier Regio-Shuttles door ODEG aangeschaft, deels van deze worden door trilex ingezet op de lijn L7.

## Verdere merknamen

### Trilex

Logo trilex

Sinds 12 december 2010 bedient Die Länderbahn de lijn Liberec - Zittau - Varnsdorf - Rybniště / Seifhennersdorf in de landendriehoek Duitsland/Polen/Tsjechië. Voor de inzet worden treinstellen van het type Desiro en Regio-Shuttle ingezet, daarbij worden deels tweetalige conducteurs ingezet.
Sinds de nieuwe dienstregeling in december 2014 exploiteert Die Länderbahn ook de twee lijnen Dresden - Bischofswerda - Bautzen - Görlitz en Dresden - Bischofswerda - Zittau - Liberec de zogenaamde Ostsachsennetz onder de naam trilex. Voor de diensten worden Desiro-treinstellen ingezet. In samenwerking met DB Regio worden enkele doorgaande treinen tot Wrocłau aangeboden.

### Alex

Logo alex

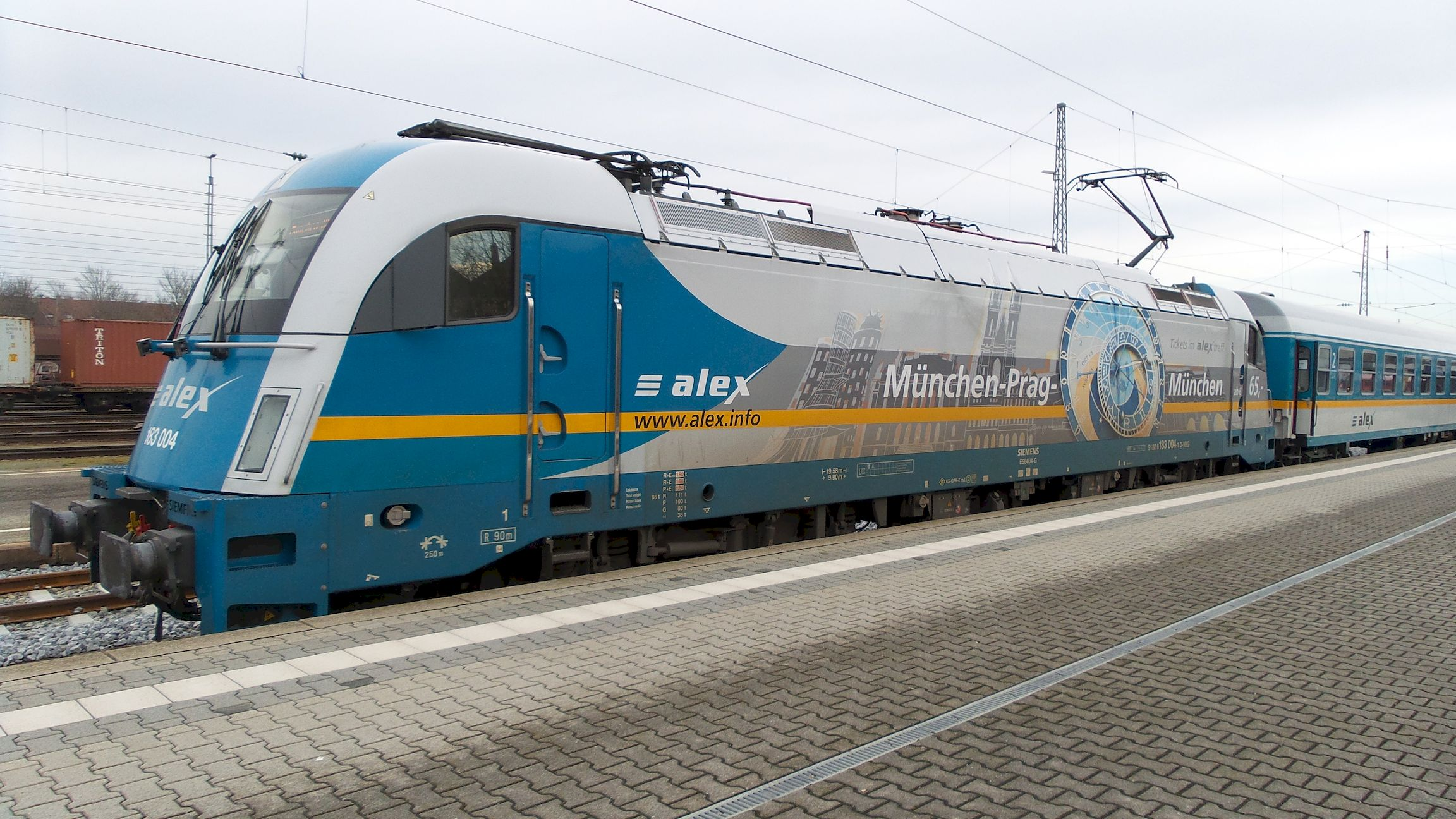
Alex 183-004 in Landshut Hbf (2015)

Uit een 2005 gehouden aanbesteding door de Bayerische Eisenbahngesellschaft kwam in oktober van hetzelfde jaar Die Länderbahn met de Arriva-Länderbahn-Express als winnaar uit de bus. Het aanbestedingsproject omvatte een "regionale sneltrein", elke twee uur, van München via Regensburg naar Schwandorf, van waaruit de trein om en om naar Hof of Fürth im Wald verder reed. Eveneens kon Die Länderbahn de aanbesteding van de lijn München - Kempten - Oberstdorf/Lindau voor zich winnen, die ze vanaf december 2003 onder de naam "Allgäu-Express" samen met de Zwitserse SBB (samenwerking werd in 2007 opgeheven) bediend. Voor de nieuwe dienst had Vogtlandbahn 90 gebruikte rijtuigen gekocht, waarvan 60 in Halberstadt en Neumünster gemoderniseerd werden. Sinds 2009 zijn er zeven dubbeldeksrijtuigen in gebruik, die in Bautzen gebouwd werden. Voor het trekken van de treinen zijn tussen Oberstdorf/Lindau en München evenals tussen Regensburg Hof/Plzeň elf diesellocomotieven Baureihe 223 van het type EuroRunner van Siemens in gebruik. Deze locomotieven worden geleased van Alpha Trains. Voor het geëlektrificeerde traject München - Regensburg worden vier locomotieven van het type Siemens ES64U4 geleased en is als Baureihe 183 in dienst. De treinen worden onderhouden in het compleet nieuwe onderhoudsbedrijf van Die Länderbahn in Schwandorf. Sinds de overname door Netinera worden beide diensten onder de naam alex gereden.

### Oberpfalzbahn

Logo oberpfalzbahn

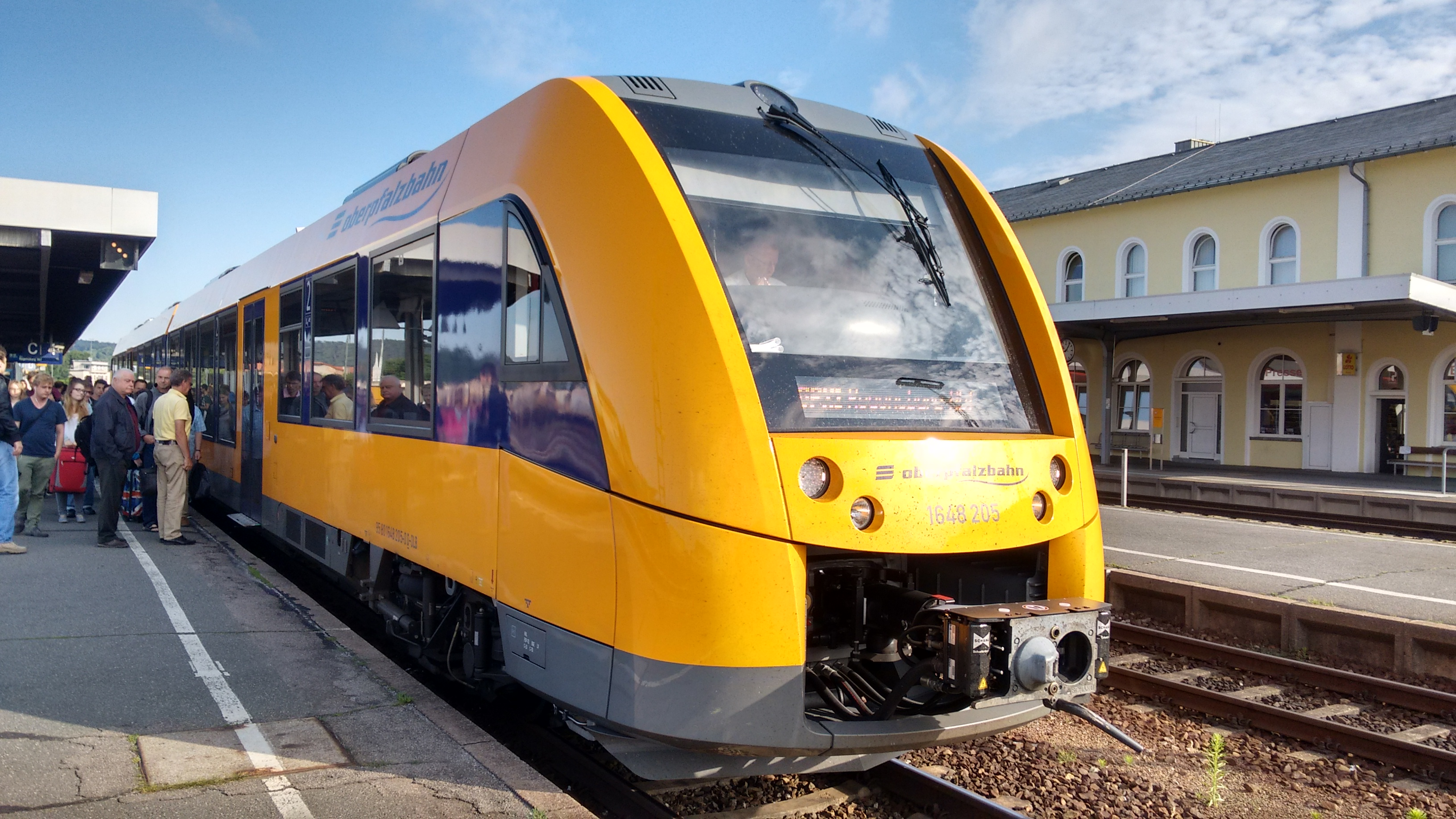
Alstom Coradia LINT 41 1648-205 in Schwandorf (2016)

Die Länderbahn exploiteert onder de naam Oberpfalzbahn vijf lijnen in Oost-Beieren tussen Hof, Schwandorf, Regensburg, Waldmünchen, Fürth im Wald en Lam. Met Cheb en Domažlice evenals enige kleinere stations zijn ook Tsjechische stations op het netwerk aangesloten.
In de zomer van 2001 startte de Oberpfalzbahn met elf treinstellen van het type Stadler Regio-Shuttle RS1. De vloot werd in 2013 met twee gebruikte treinstellen van hetzelfde type uitgebreid. Voor de lijn Regensburg - Marktredwitz waren treinstellen van het Poolse type Pesa Link voorzien. Door toelatingsproblemen werd uiteindelijk de bestelling geannuleerd. Hierdoor worden er sinds 9 maart 2016 treinstellen van het type Alstom Coradia LINT 41.

### Waldbahn

Logo Waldbahn

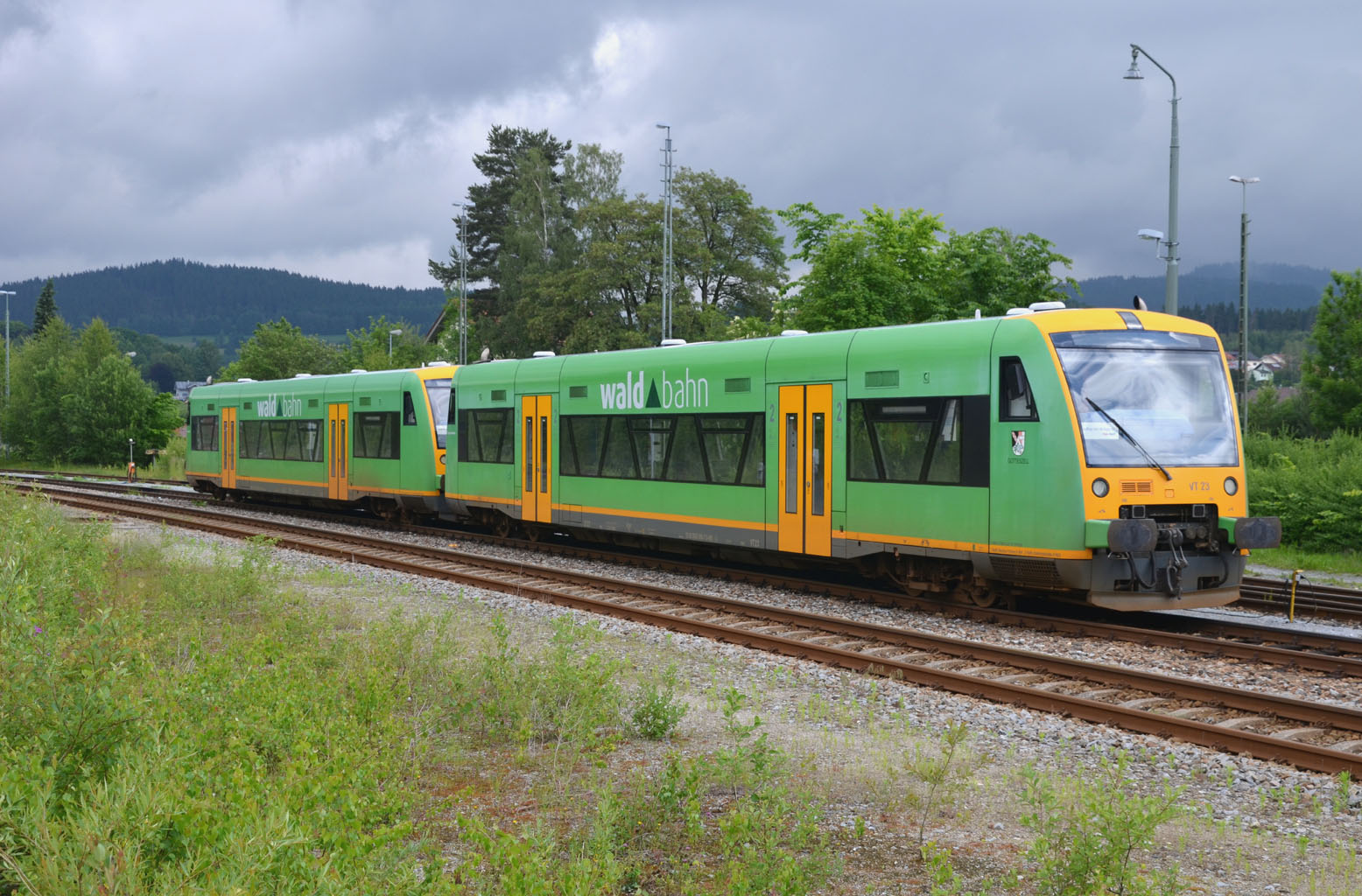
Stadler Regio-Shuttles RS1 in Zwiesel (2012)

Die Länderbahn exploiteert onder de naam Waldbahn vier lijnen in de regio Zwiesel, Bayerische Wald: Plattling - Bayerisch Eisenstein, Zwiesel - Grafenau en Zwiesel - Bodenmais, evenals de in september 2016 gereactiveerde spoorlijn Gotteszell - Viechtach. In station Bayerisch Eisenstein/Železná Ruda-Alžbětín bestaat er aansluiting op de Tsjechische treinen in de richting van Praag en Pilsen.
De Waldbahn is onderdeel van het Nationalpark-Verkehrskonzeptes Bayerischer Wald en een van de vier referentielijnen van de Bayerische Eisenbahngesellschaft (BEG). Deze spoorlijnen hebben bijzondere aandacht van de BEG om verscheidene innovatie concepten voor kwaliteitsverbeteringen te evalueren.
De Waldbahn zet 14 dieseltreinstellen van het type Stadler Regio-Shuttle RS1 in. Deze worden onderhouden in het onderhoudsbedrijf Viechtach.

## Vogtland-Express

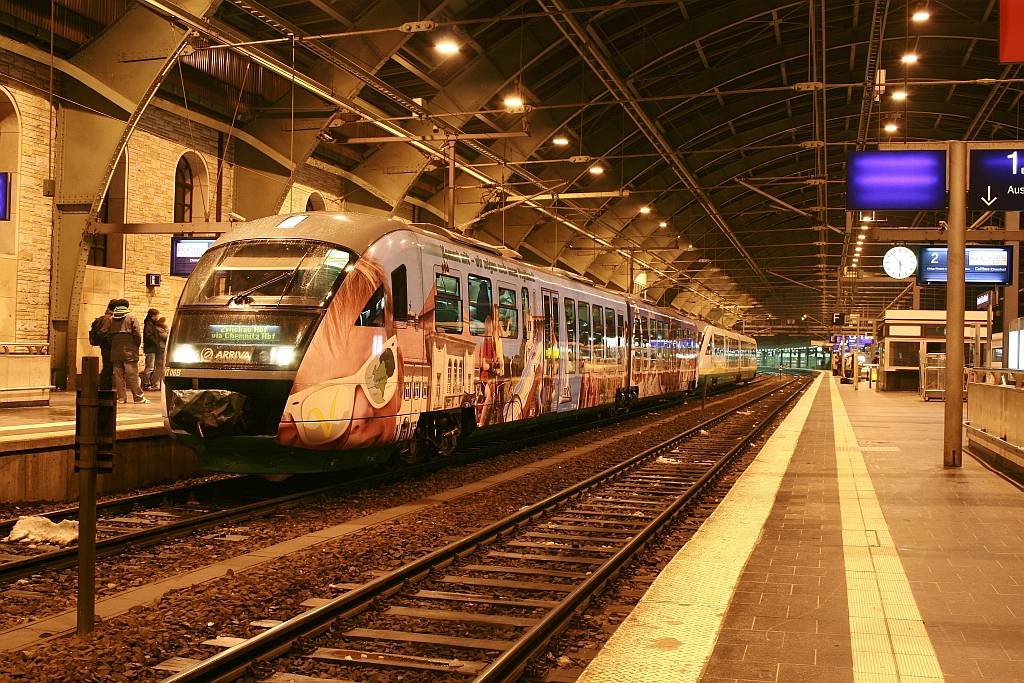
De Vogtland-Express in Berlin Ostbahnhof in januari 2009. De Vogtland-Express reed deels tot Zwickau.

Tussen 12 juni 2005 en 30 september 2015 bood de Vogtlandbahn als een van de weinige private spoorwegen een langeafstandsdienst aan. Eenmaal per dag werd de verbinding van Plauen naar Berlin Ostbahnhof en terug gereden. De Vogtlandbahn vulde het gat dat sinds het opheffen van de laatste Interregio tussen de Vogtland naar Berlijn ontstaan was en nam in de regio het noord-zuid langeafstandsverkeer over. Na meerdere veranderingen van de dienstregeling werd uit economische redenen van 16 februari 2009 tot 7 april 2009 de dienst volledig stilgelegd, maar de Vogtland-Express begon op 8 april 2009 weer met rijden.
Sinds januari 2011 werd de Vogtland-Express vervangen door bussen omdat de Vogtlandbahn geen materieel ter beschikking had. De bussen bedienden de stations Reichenbach, Zwickau Hbf, Chemnitz, Berlin-Schönefeld Flughafen en Berlin Zoologischer Garten. Vanaf 12 juni 2011 werd de Vogtland-Express deels weer door treinen gereden.
In het voorjaar van 2012 werd de dienst van dagelijks een treinpaar uitgedund naar een treinpaar van vrijdag tot en met maandag. Vanaf 1 oktober 2012 reed de Vogtland-Express dagelijks alleen nog als bus vanaf Reichenbach via Zwickau, Chemnitz, Berlin-Schönefeld Flughafen, Berlin Zoologischer Garten naar het centrale busstation bij de Berliner Funkturm. Uiteindelijk trok de Vogtlandbahn zich uit het project terug en sinds 1 oktober 2014 exploiteerde de betrokken busbedrijven, die sinds de zomer van 2013 weer vanaf Plauen naar Berlijn reden, onder de naam Vogtland-Fernbus onder eigen regie. Wegens tegenvallende reizigersaantallen werd deze dienst eind 2015 gestopt.